# 関西大学総合図書館
関西大学総合図書館（かんさいだいがくそうごうとしょかん）は、関西大学が設置している図書館。225万の蔵書と4万4000定期刊行物を保有する。

## 歴史

### 福島図書館
関西大学最初の図書館。1914年（大正3年）2月、大阪区裁判所の土蔵1棟を買収し、同年7月福島学舎校門左脇に移築して図書館とした。建坪20坪ほどの小規模のものだった。

### 千里山図書館
1928年（昭和3年）4月、千里山学舎に鉄筋コンクリート造による地下室付3階建て（書庫は地下室付5階建て）の図書館（千里山本館、現・関西大学博物館）を竣工。開館当初は蔵書の充実のため、教授の欧米留学に際して図書購入を命じていた。

### 総合図書館
戦後は千里山本館、専門図書館（1964年完成、現・圓神館ITセンター）、天六分館（専門部図書館として1929年設置）、社会学部の開架閲覧室の4つが利用されていたが、1982年（昭和57年）には蔵書数が115万冊に達して狭隘を極めた。このため、千里山キャンパス・第一グラウンド（1926年完成）跡地に鬼頭梓の設計により総合図書館が建設され、1985年（昭和60年）4月に開館した。1988年（昭和63年）には、「建物のみならず、すぐれた機能を持つ専門施設である」として日本図書館協会建築賞の優秀賞を受賞している。

#### 友の像
彫刻家である朝倉文夫の作品で、1955年（昭和30年）に日展に出品されていたものを大学当局が購入した。銅像のモデルが存在したかどうかは不明。千里山本館前に設置され、1956年（昭和31年）9月24日に除幕式を行った。1965年（昭和40年）に誠之館1号館東側へ、1990年（平成2年）には総合図書館の玄関横に移され、現在に至っている。

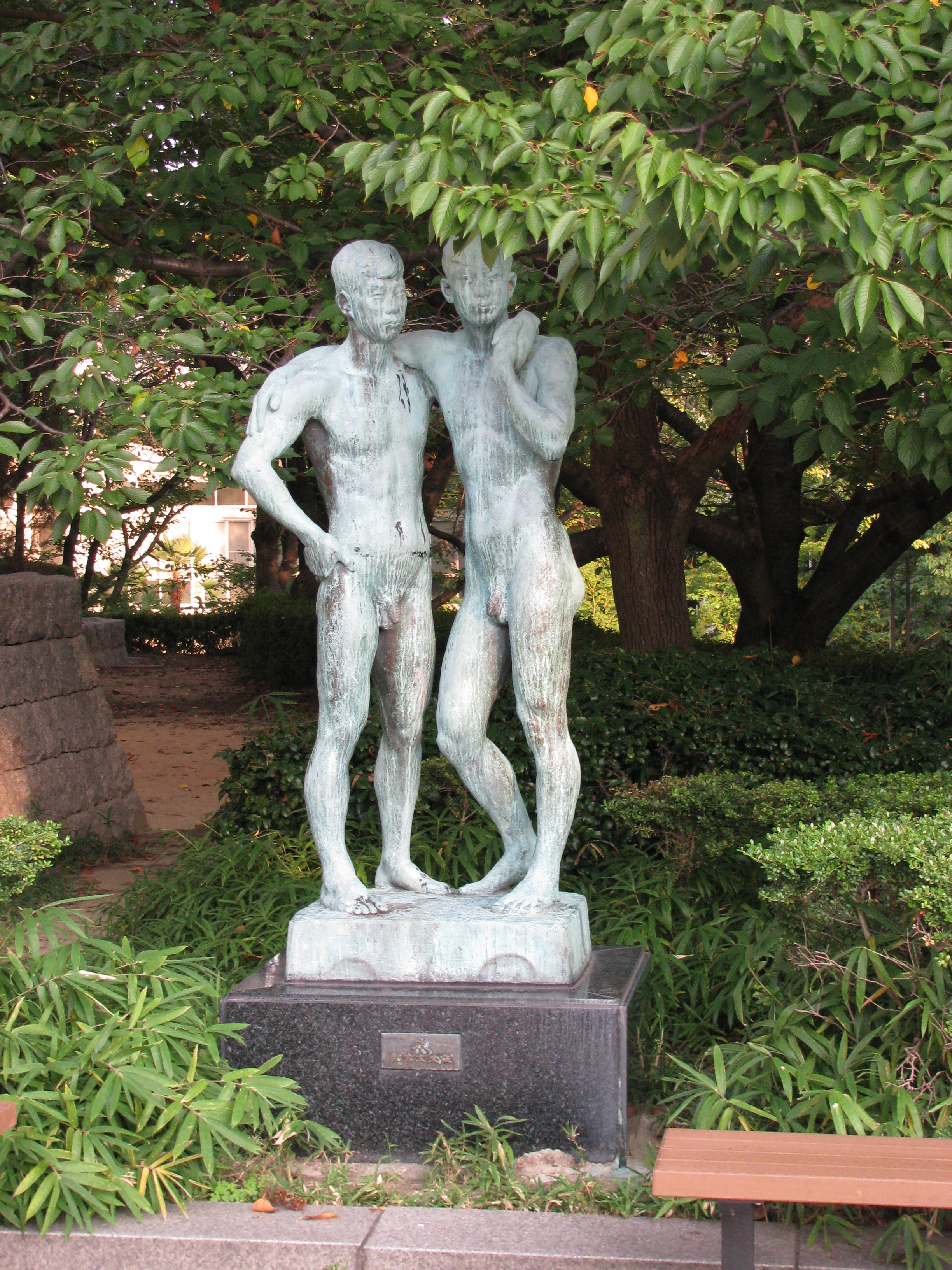
友の像　朝倉文夫作
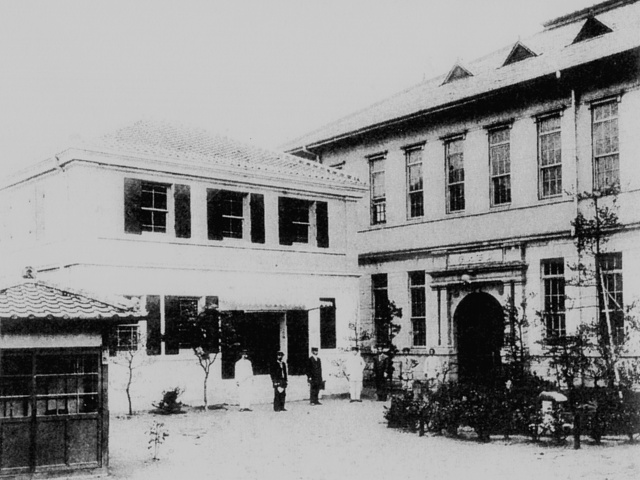
福島図書館
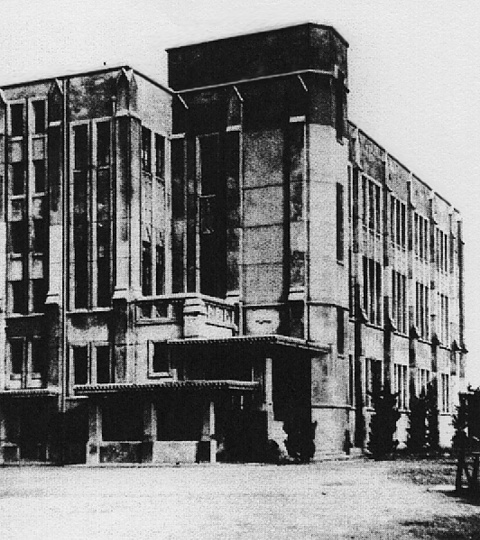
千里山図書館　1928年（昭和3年）竣工
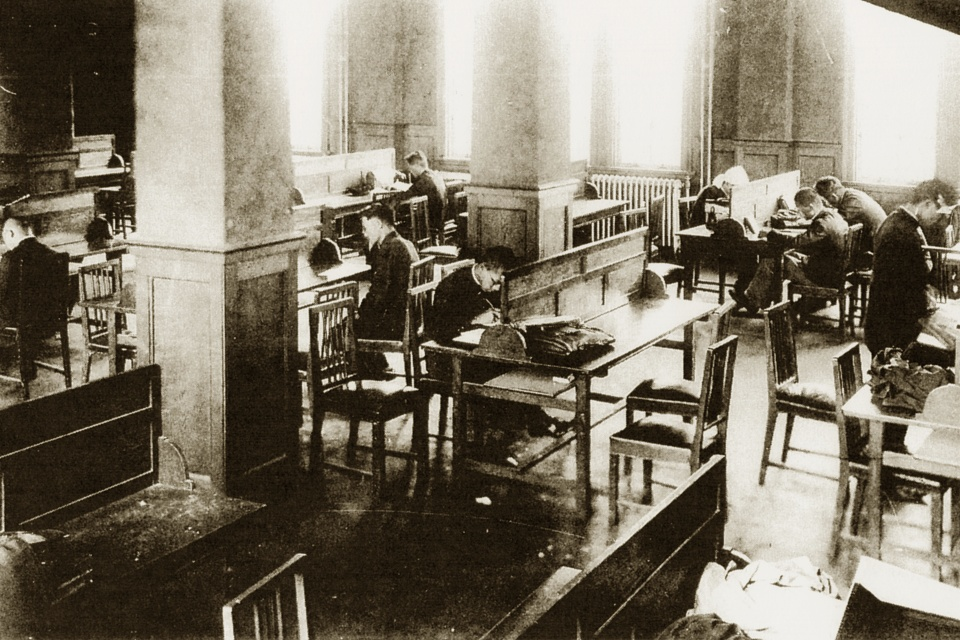
千里山図書館閲覧室（1939年頃）

## 分館
図書館は千里山キャンパスの総合図書館を含め4つのキャンパスに図書館が設置されている。高槻キャンパス図書館、ミューズ図書館（高槻ミューズキャンパス）、堺キャンパス図書館である。

## 提携

### 相互利用
関西大学が図書館相互協定を結んだ大阪大学、大阪公立大学、関西学院大学、同志社大学、立命館大学、早稲田大学、津田塾大学、法政大学、明治大学、武庫川女子大学の大学及び図書館の専任教職員及び学生は利用が可能である（ただし、いずれも利用可能な範囲は定めにより限られる）。

### 相互協力事業取交
- 大阪公立大学

### 相互協力覚書取交
- ルーヴェン大学図書館
- 香港大学図書館
- 香港城市大学図書館

### その他
- ハーバード燕京研究所図書館と学術交流に関する協定、台湾国家図書館と中文古籍聯合目録における連携協定をそれぞれ締結している。

## 交通機関
- 阪急千里線関大前駅下車、徒歩約6分。
- 阪急千里線千里山駅下車、徒歩約10分。
- JR京都線吹田駅下車、JR吹田北口よりバスで7分（200系統関西大学行き）関西大学（山手ゆにわ遊園前）バス停下車、徒歩5分。